# 16 Blocs
Pour plus de détails, voir Fiche technique et Distribution.
16 Blocs ou 16 Rues au Québec (16 Blocks) est un film américain réalisé par Richard Donner et sorti en 2006. Cette fiction en temps réel est le dernier long métrage du réalisateur, mort en 2021. Le scénario rappelle celui du film L'Épreuve de force (The Gauntlet), réalisé par Clint Eastwood et sorti en 1977,,.

## Synopsis
Le lieutenant Jack Mosley est un inspecteur alcoolique du NYPD. De retour au poste un matin, après avoir monté la garde sur le lieu d'un crime toute la nuit, il se voit confier une tâche relativement simple : escorter un témoin au tribunal, situé seize blocs plus loin. Celui-ci doit y témoigner devant un grand jury avant 10 heures du matin, ce qui leur donne un peu moins de deux heures (118 minutes) pour se présenter à la cour.
Le témoin est Eddie Bunker (Mos Def), un moulin à paroles qui énerve rapidement Jack. Sur la route du tribunal, ils sont bloqués dans les embouteillages et attaqués par des inconnus. Jack et Eddie se réfugient dans un bar, Jack appelle du renfort. L'inspecteur Frank Nugent (David Morse), ex-partenaire de Jack, arrive avec plusieurs autres policiers. Il explique qu'Eddie est sur le point de témoigner contre des policiers corrompus et qu'il serait "intéressant" que le témoin disparaisse. Nugent propose alors une mise en scène dans laquelle Eddie serait tué par les policiers en état de légitime défense. Mais alors qu'un des policiers s’apprête à abattre Eddie, Jack abat le fonctionnaire de police et prend la fuite avec le témoin.
La suite du film montre les efforts qu'entreprend Jack pour échapper au groupe de policiers corrompus et pour amener Eddie au tribunal dans le délai prévu. Les relations entre le policier et le témoin changent au fur et à mesure de la progression de l'action. Après plusieurs péripéties dont une longue scène dans un autocar bondé et cerné par les troupes d'élite de la police, Eddie parviendra à prendre la fuite alors que Jack viendra témoigner à sa place. On apprend à ce moment-là que ce dernier était aussi corrompu que ses collègues.

## Fiche technique
- Titre original : 16 Blocks
- Titre français et belge : 16 Blocs
- Titre québécois : 16 Rues
- Réalisation : Richard Donner
- Scénario : Richard Wenk
- Musique : Klaus Badelt
- Photographie : Glen MacPherson (en)
- Montage : Steve Mirkovich (de)
- Décors : Arvinder Grewal
- Costumes : Vicki Graef
- Production : Randall Emmett, Avi Lerner, Arnold Rifkin, John Thompson, Jim Van Wyck, Bruce Willis, Derek Hoffman et Brian Read
- Sociétés de production : Alcon Entertainment, Millennium Films, Emmett Furla Films, Cheyenne Enterprises, ContentFilm, Nu Image Entertainment GmbH, 16 Block Productions et The Donners' Company
- Société de distribution : Metropolitan Films (France), Millennium Films (États-Unis)
- Pays d'origine :  États-Unis
- Budget : 45 millions de dollars[4]
- Format : Couleurs - 2,35:1 - DTS / Dolby Digital / SDDS - 35 mm
- Genres : policier, action, thriller, buddy movie
- Durée : 105 minutes
- Dates de sortie[5] : 
  - États-Unis : 3 mars 2006
  - France et Belgique : 5 avril 2006

## Distribution
- Bruce Willis (V. F. : Patrick Poivey ; V. Q. : Jean-Luc Montminy) : le lieutenant Jack Mosley, inspecteur
- Mos Def (V. F. : Lucien Jean-Baptiste ; V. Q. : François Godin) : Edward « Eddie » Bunker
- David Morse (V. F. : Philippe Peythieu ; V. Q. : Benoit Rousseau) : le lieutenant Frank Nugent
- Jenna Stern (V. F. : Anne Plumet ; V. Q. : Valérie Gagné) : Diane Mosley
- Casey Sander (V. Q. : Alain Fournier) : le capitaine Dan Gruber
- Cylk Cozart (V. Q. : Pierre Therrien) : le lieutenant Jimmy Mulvey
- David Zayas (V. F. : Enrique Carballido ; V. Q. : Manuel Tadros) : le lieutenant Robert Torres
- Robert Racki : le lieutenant Jerry Shue
- Patrick Garrow : Touhey
- Sasha Roiz : Kaller
- Conrad Pla (en) : Ortiz
- Hechter Ubarry : Maldonado
- Richard Fitzpatrick (V. F. : Vania Vilers ; V. Q. : Vincent Davy) : le sous-préfet Wagner
- Peter McRobbie (V. Q. : Luis de Cespedes) : Mike Sheehan
- Mike Keenan : Ray Fitzpatrick
- Robert Clohessy : Cannova
- Steve Kahan : le propriétaire du restaurant

Sources et légendes: Version française (V. F.) sur AlloDoublage et Version québécoise (V. Q.) sur Doublage Québec

## Production
Richard Wenk développe initialement le script dans l'idée de le réaliser lui-même. Il contacte finalement Richard Donner, avec lequel il avait collaboré sur L'Arme fatale 4. Séduit par le script, Richard Donner insistera pour le mettre en scène.
Bruce Willis voulait à l'origine que le rôle d'Eddie soit interprété par Ludacris.

### Tournage
Le tournage a lieu du 21 avril au 10 juin 2005. Il se déroule à New York, Los Angeles et Toronto.

## Musique
- Can't Get Enough of Your Love, Babe de Barry White (générique de fin).

## Accueil

### Critique
Lors de sa sortie, 16 Blocs a rencontré un accueil mitigé dans la presse. Sur le site Metacritic, il obtient note moyenne de 63⁄100 pour 34 commentaires collectés, tandis qu'il obtient 56 % par le site Rotten Tomatoes, pour 162 commentaires référencés et une moyenne de 5,9⁄10.
Roger Ebert, célèbre critique du Chicago Sun-Times, le note 3 sur 4 et apprécie la performance de Mos Def qu'il trouve « inattendue dans un film d'action ». Wesley Morris du Boston Globe décrit un film parfaitement rétro et apprécie la mise en scène à l’ancienne de Richard Donner. Il reproche cependant au film son manque d'originalité en le considérant comme un remake de L'Épreuve de force (1977) de et avec Clint Eastwood.

### Box-office
Le film le rencontre pas le succès et récolte 65 millions dans le monde pour un budget de 45 millions de dollars.
| Pays ou région    | Box-office      | Date d'arrêt du box-office | Nombre de semaines |
| ----------------- | --------------- | -------------------------- | ------------------ |
| États-Unis Canada | 36 895 141 $    | 25 mai 2006                | 12                 |
| France            | 223 432 entrées |                            | -                  |
| Total mondial     | 65 664 721 $    | -                          | -                  |

## Autour du film

### Éditions en vidéo
Le film est sorti sur les deux supports DVD et Blu-ray en France :
- 16 Blocs (édition prestige) (DVD-9 Keep Case) : sorti le 9 janvier 2007 édité par Metropolitan Vidéo et distribué par Seven7. Le ratio écran est en 2.35:1 panoramique 16:9. L'audio est en Français DTS et 5.1 Dolby Digital et en Anglais 5.1 Dolby Digital avec présence de sous-titres français. En supplément des interviews des acteurs (11'), scènes coupées commentées par le scénariste et le réalisateur (20'), fin alternative commentée par le réalisateur (7'), filmographies des acteurs, bande annonce du film, bandes annonces de l'éditeur et une galerie de photos. La version cinéma de 98' et la version alternative de 96' sont présentes sur le disque. Il s'agit d'une édition Zone 2 Pal[16].
- 16 Blocs (DB-50 Blu-ray) : sorti le 10 août 2010 édité par Metropolitan Vidéo et distribué par Seven7. Le ratio écran est en 2.35:1 1080p panoramique 16:9 natif. L'audio est en Français et Anglais 5.1 DTS HD avec présence de sous-titres français. Les suppléments sont identiques à l'édition DVD ainsi que le contenu des versions normales et longues. Il s'agit d'une édition Zone B[17].

Le DVD et le Blu-Ray contiennent en supplément la fin initialement prévue par le script initial dans laquelle Jack meurt dans les couloirs du tribunal.

## Clin d'œil
Le nom du personnage incarné par Mos Def est Edward Bunker. Edward Bunker est le nom d'un ancien détenu devenu auteur de romans policiers et acteur. Tout comme lui, le personnage du film a voulu reprendre sa vie en main après la prison. Dans le film, le personnage d'Eddie cite d'ailleurs Chuck Berry et Barry White comme autre exemple d'une célébrité ayant été en prison avant sa carrière artistique.